# NGC 4240
NGC 4240 (ook: NGC 4243) is een elliptisch sterrenstelsel in het sterrenbeeld Maagd. Het hemelobject werd op 20 mei 1875 ontdekt door de Duitse astronoom Ernst Wilhelm Leberecht Tempel.

## Synoniemen
- MCG -2-31-29
- PGC 39411